# Таможенная консигнация
Таможенная консигнация — вид консигнации, при которой товар, подлежащий реализации, хранится на консигнационном складе длительный срок (например, несколько лет) под таможенным контролем, но без взимания таможенных пошлин.
Используется в тех случаях, когда товар хранится на складе до тех пор, пока спрос на него не поднимется до необходимого уровня, что позволит получить самую высокую прибыль при его реализации. Применяется для определения наиболее эффективного времени продажи.
Применяется, в частности, при экспорте машин и оборудования, узлов и запасных частей, когда необходимо четко определить, «угадать» время продажи с позиций эффективности сделки либо срочности поставки изделий.